# 第79回ヴェネツィア国際映画祭
第79回ヴェネツィア国際映画祭は2022年8月31日から9月10日まで開催された。コンペティション部門の審査委員長はアメリカの女優であるジュリアン・ムーアが務めた。

## 概要
前々回や前回と新型コロナウイルス感染症の影響を受けていたが、今回はマスク着用も義務から推奨となるなど規制がなくなった。また、今回はロシアのウクライナ軍事侵攻の影響からカンヌ国際映画祭につづいてウクライナのウォロディミル・ゼレンスキー大統領が開会式にて事前収録されたビデオメッセージでウクライナ侵攻を「実話に基づいたドラマ」「120分ではなく、189日の長さの恐怖」と表現し、「ウクライナに背を向けないでください」「沈黙せず、恐れないで欲しい」と現状や戦争を忘れないように訴えた。
日本からはコンペティション部門に深田晃司監督の『LOVE LIFE』、オリゾンティ部門に石川慶監督の『ある男』、ヴェネツィア・クラシックス部門に今村昌平監督の『神々の深き欲望』、小津安二郎監督の『風の中の牝雞』、鈴木清順監督の『殺しの烙印』、ヴェネツィア・イマーシブ部門にWOWOWとCinemaLeapが共同製作した「Typeman」、講談社VRラボが製作した「Thank you for sharing your world」がそれぞれ出品された。また、日本関連として1952年に制作された『生きる』をオリバー・ハーマヌス監督がイギリスでリメイクした『生きる LIVING』がアウト・オブ・コンペティション部門にて上映された。

## 公式選出
ラインナップは7月26日に発表された。

### コンペティション
コンペティションとして以下の作品が選ばれた。
| 日本語題                              | 原題                                             | 監督                                   | 製作国                               |
| ------------------------------------- | ------------------------------------------------ | -------------------------------------- | ------------------------------------ |
| 蟻の王                                | Il signore delle formiche                        | ジャンニ・アメリオ                     | イタリア                             |
| ザ・ホエール                          | The Whale                                        | ダーレン・アロノフスキー               | アメリカ合衆国                       |
| ホワイト・ノイズ                      | White Noise（オープニング作品）                  | ノア・バームバック                     | アメリカ合衆国                       |
|                                       | L'immensità                                      | エマヌエーレ・クリアレーゼ             | イタリア フランス                    |
| サントメール ある被告                 | Saint Omer                                       | アリス・ディオップ                     | フランス                             |
| ブロンド                              | Blonde                                           | アンドリュー・ドミニク                 | アメリカ合衆国                       |
| TAR/ター                              | Tár                                              | トッド・フィールド                     | アメリカ合衆国                       |
| LOVE LIFE                             | LOVE LIFE                                        | 深田晃司                               | 日本 フランス                        |
| バルド、偽りの記録と一握りの真実      | Bardo (o falsa crónica de unas cuantas verdades) | アレハンドロ・ゴンサレス・イニャリトゥ | メキシコ                             |
| アテナ                                | Athena                                           | ロマン・ガヴラス                       | フランス                             |
| ボーンズ アンド オール                | Bones & All                                      | ルカ・グァダニーノ                     | アメリカ合衆国                       |
| エターナル・ドーター                  | The Eternal Daughter                             | ジョアンナ・ホッグ                     | イギリス アメリカ合衆国              |
|                                       | شب، داخلی، دیوار                                 | ヴァヒド・ジャリルヴァンド             | イラン                               |
| イニシェリン島の精霊                  | The Banshees of Inisherin                        | マーティン・マクドナー                 | アイルランド イギリス アメリカ合衆国 |
| アルゼンチン1985 〜歴史を変えた裁判〜 | Argentina, 1985                                  | サンティアゴ・ミトレ                   | アルゼンチン アメリカ合衆国          |
| キアラ                                | Chiara                                           | スザンナ・ニッキャレッリ               | イタリア ベルギー                    |
|                                       | Monica                                           | アンドレア・パラオロ                   | アメリカ合衆国 イタリア              |
| 熊は、いない                          | خرس نیست                                         | ジャファール・パナヒ                   | イラン                               |
| 美と殺戮のすべて                      | All the Beauty and the Bloodshed                 | ローラ・ポイトラス                     | アメリカ合衆国                       |
|                                       | Un Couple                                        | フレデリック・ワイズマン               | フランス アメリカ合衆国              |
| The Son/息子                          | The Son                                          | フローリアン・ゼレール                 | イギリス フランス                    |
|                                       | Les Miens                                        | ロシュディ・ゼム                       | フランス                             |
|                                       | Les Enfants des Autres                           | レベッカ・ズロトヴスキ                 | フランス                             |

### アウト・オブ・コンペティション
アウト・オブ・コンペティションとして以下の作品が選ばれた。
フィクション
| 日本語題                     | 原題                                | 監督                           | 製作国                                          |
| ---------------------------- | ----------------------------------- | ------------------------------ | ----------------------------------------------- |
|                              | The Hanging Sun（クロージング作品） | フランチェスコ・カロッツィーニ | イタリア イギリス                               |
| 波が去るとき                 | Kapag Wala Nang Mga Alon            | ラヴ・ディアス                 | フィリピン · フランス · ポーランド · デンマーク |
| 生きる LIVING                | Living                              | オリバー・ハーマヌス           | イギリス                                        |
|                              | Dead for a Dollar                   | ウォルター・ヒル               | アメリカ合衆国 カナダ                           |
|                              | Kõne taevast                        | キム・ギドク                   | エストニア · リトアニア · キルギス              |
|                              | Dreamin' Wild                       | ビル・ポーラッド               | アメリカ合衆国                                  |
|                              | Master Gardener                     | ポール・シュレイダー           | アメリカ合衆国                                  |
|                              | Siccità                             | パオロ・ヴィルズィ             | イタリア                                        |
| Pearl パール                 | Pearl                               | タイ・ウェスト                 | アメリカ合衆国                                  |
| ドント・ウォーリー・ダーリン | Don't Worry Darling                 | オリヴィア・ワイルド           | アメリカ合衆国                                  |

ノンフィクション
| 日本語題                            | 原題                                         | 監督                                        | 製作国                                 |
| ----------------------------------- | -------------------------------------------- | ------------------------------------------- | -------------------------------------- |
|                                     | Freedom On Fire: Ukraine’s Fight For Freedom | エフゲニー・アフィネフスキー                | ウクライナ · イギリス · アメリカ合衆国 |
|                                     | The Matchmaker                               | ベネデッタ・アルジェンテリ                  | イタリア                               |
|                                     | Gli Ultimi Giorni Dell’Umanita               | エンリコ・ゲッツィ アレッサンドロ・ガヤルド | イタリア                               |
|                                     | A Compassionate Spy                          | スティーブ・ジェームズ                      | アメリカ合衆国 イギリス                |
|                                     | Music for Black Pigeons                      | ヨルゲン・レス アンドレアス・コーフォイド   | デンマーク                             |
| キエフ裁判                          | The Kiev Trial                               | セルゲイ・ロズニツァ                        | オランダ · ウクライナ                  |
| 旅するローマ教皇                    | In Viaggio                                   | ジャンフランコ・ロージ                      | イタリア                               |
| ボビ・ワイン:ゲットー・プレジデント | Bobi Wine Ghetto President                   | クリストファー・シャープ モーゼス・ブワヨ   | ウガンダ イギリス アメリカ合衆国       |
|                                     | Nuclear                                      | オリヴァー・ストーン                        | アメリカ合衆国                         |

シリーズ
| 日本語題                     | 原題                              | 監督                             | 製作国     |
| ---------------------------- | --------------------------------- | -------------------------------- | ---------- |
| キングダム エクソダス <脱出> | Riget Exodus（episodes 1-6）      | ラース・フォン・トリアー         | デンマーク |
| コペンハーゲン・カウボーイ   | Copenhagen Cowboy（episodes 1-5） | ニコラス・ウィンディング・レフン | デンマーク |

短編作品
| 日本語題 | 原題             | 監督                 | 製作国                  |
| -------- | ---------------- | -------------------- | ----------------------- |
|          | Camarera De Piso | ルクレシア・マルテル | アルゼンチン メキシコ   |
|          | A Guerra Finita  | シモーネ・マッシ     | イタリア                |
|          | In Quanto A Noi  | シモーネ・マッシ     | イタリア                |
|          | Look At Me       | サリー・ポッター     | イギリス アメリカ合衆国 |

### オリゾンティ
オリゾンティ部門には以下の作品が選ばれた。
コンペティション
| 日本語題 | 原題                                             | 監督                                    | 製作国                                                                                    |
| -------- | ------------------------------------------------ | --------------------------------------- | ----------------------------------------------------------------------------------------- |
|          | Obeť                                             | ミハエル・ブラシュコ                    | スロバキア · チェコ · ドイツ                                                              |
|          | En los márgenes                                  | ファン・ディエゴ・ボト                  | スペイン イギリス                                                                         |
|          | Trenque Lauquen                                  | ラウラ・シタレラ                        | アルゼンチン ドイツ                                                                       |
|          | Vera                                             | ティッツァ・コヴィ ライナー・フリンメル | オーストリア                                                                              |
|          | Innocence                                        | ガイ・ダビディ                          | デンマーク · イスラエル · フィンランド · アイスランド                                     |
|          | Princess（オープニング作品）                     | ロベルト・デ・パオリス                  | イタリア                                                                                  |
|          | Blanquita                                        | フェルナンド・グッツォーニ              | チリ · メキシコ · ルクセンブルク · フランス · ポーランド                                  |
|          | Pour la France                                   | ラシド・ハミ                            | フランス 台湾                                                                             |
| ある男   | ある男                                           | 石川慶                                  | 日本                                                                                      |
|          | Chleb I Sól                                      | ダミアン・コクル                        | ポーランド                                                                                |
|          | Luxembourg, Luxembourg                           | アントニオ・ルキーチ                    | ウクライナ                                                                                |
|          | Ti Mangio il Cuore                               | ピッポ・メザペーザ                      | イタリア                                                                                  |
|          | Spre Nord                                        | ミハイ・ミンカン                        | ルーマニア · フランス · ギリシャ · ブルガリア · チェコ                                    |
|          | Autobiography                                    | マクブル・ムバラク                      | インドネシア フランス ドイツ ポーランド シンガポール フィリピン カタール                  |
|          | La Syndicaliste                                  | ジャン＝ポール・サロメ                  | フランス ドイツ                                                                           |
|          | جنگ جهانی سوم                                    | ホーマン・セイエディ                    | イラン                                                                                    |
|          | Najsreќniot Čovek Na Svetot / Najsretniji Čovjek | テオナ・ストゥルガー・ミテフスカ        | 北マケドニア · ボスニア・ヘルツェゴビナ · ベルギー · クロアチア · デンマーク · スロベニア |
|          | True Things                                      | ハリー・ウートリフ                      | イギリス                                                                                  |
|          | A Noiva                                          | セルジオ・トレフォー                    | ポルトガル                                                                                |

短編コンペティション
| 日本語題 | 原題                                               | 監督                              | 製作国                           |
| -------- | -------------------------------------------------- | --------------------------------- | -------------------------------- |
|          | Christopher At Sea                                 | トム・C・J・ブラウン              | フランス アメリカ合衆国 イギリス |
|          | Manuaale Di Cinematografia Per Dilettanti - VOL. I | フェデリコ・ディ・コラート        | イタリア                         |
|          | Tria - Del Sentimento Del Tradire                  | ジュリア・グランディネッティ      | イタリア                         |
|          | Nocomodo                                           | ローラ・ハリファ＝ルグラン        | フランス                         |
|          | Rutubet                                            | トゥラン・ヘイスト                | トルコ                           |
|          | Snow In September                                  | ラグヴァドゥラム・ピュアヴ=オチル | フランス モンゴル                |
|          | Qing Bie Gua Duan                                  | Ce Ding TAN                       | マレーシア                       |
|          | The Fruit Tree                                     | イザベル・トレネール              | ベルギー                         |
|          | III                                                | サロメ・ヴィルヌーヴ              | カナダ                           |
|          | Love Forever                                       | クレア・ヤング                    | オーストラリア                   |
|          | Sahbety                                            | カワタル・ユーニス                | エジプト                         |
|          | Alt På En Gang                                     | Henrik Dyb Zwart                  | ノルウェー                       |

エクストラ
| 日本語題 | 原題               | 監督                             | 製作国                                                     |
| -------- | ------------------ | -------------------------------- | ---------------------------------------------------------- |
|          | Janain Mualaqa     | アーメッド・ヤシン・アル・ダラジ | イラク · パレスチナ · サウジアラビア · エジプト · イギリス |
|          | Amanda             | キャロライナ・カヴァッリ         | イタリア                                                   |
|          | Zapatos Rojos      | カルロス・アイケルマン・カイサー | メキシコ イタリア                                          |
|          | Nezouh             | ソウダージ・カァダン             | イギリス シリア フランス                                   |
|          | L’Origine Du Mal   | セバスチャン・マルニエ           | フランス カナダ                                            |
|          | Notte Fantasma     | フルビオ・リスレオ               | イタリア                                                   |
|          | بي رويا            | アリアン・ヴァジルダフタリ       | イラン                                                     |
|          | Valeria Mithatenet | ミハエル・ヴィニック             | イスラエル · ウクライナ                                    |
|          | Goliath            | アディルハン・イェルジャノフ     | カザフスタン ロシア                                        |

### ヴェネツィア・クラシックス
ヴェネツィア・クラシックス部門には以下の作品が選ばれた。
修復作品
| 日本語題                   | 原題                       | 監督                           | 製作国           | 製作年 |
| -------------------------- | -------------------------- | ------------------------------ | ---------------- | ------ |
|                            | Teresa La Ladra            | カルロ・ディ・パルマ           | イタリア         | 1973   |
| ぼくの小さな恋人たち       | Mes petites amoureuses     | ジャン・ユスターシュ           | フランス         | 1974   |
| 英国式庭園殺人事件         | The Draughtsman's Contract | ピーター・グリーナウェイ       | イギリス         | 1982   |
| 神々の深き欲望             | 神々の深き欲望             | 今村昌平                       | 日本             | 1968   |
| 耳                         | Ucho                       | カレル・カヒーニャ             | チェコスロバキア | 1970   |
| 少年、機関車に乗る         | Bratan                     | バフティヤル・フドイナザーロフ | チェコスロバキア | 1991   |
| ステラ・ダラス             | Stella Dallas              | ヘンリー・キング               | アメリカ合衆国   | 1925   |
| カヴァルケード             | Cavalcade                  | フランク・ロイド               | アメリカ合衆国   | 1933   |
| 女と女                     | Thérèse et Isabelle        | ラドリー・メツガー             | フランス         | 1968   |
| 風の中の牝雞               | 風の中の牝雞               | 小津安二郎                     | 日本             | 1948   |
| テオレマ                   | Teorema                    | ピエル・パオロ・パゾリーニ     | イタリア         | 1968   |
| チェスをする人             | Shatranj Ke Khilari        | サタジット・レイ               | インド           | 1977   |
| 捕えられた伍長             | Le Caporal épinglé         | ジャン・ルノワール             | アメリカ合衆国   | 1962   |
|                            | La marcia su Roma          | ディーノ・リージ               | イタリア         | 1962   |
| 狂ったバカンス             | La voglia matta            | ルチアーノ・サルチェ           | イタリア         | 1962   |
| 殺しの烙印                 | 殺しの烙印                 | 鈴木清順                       | 日本             | 1967   |
| インディアン渓谷           | Canyon Passage             | ジャック・ターナー             | アメリカ合衆国   | 1946   |
| 黒猫                       | The Black Cat              | エドガー・G・ウルマー          | アメリカ合衆国   | 1934   |
| エドワード・ヤンの恋愛時代 | 獨立時代                   | エドワード・ヤン               | 台湾             | 1994   |

## 審査員
メインコンペティション
- ジュリアン・ムーア ( アメリカ合衆国/女優・作家) 審査員長
- マリアノ・コーン（英語版） ( アルゼンチン/映画監督・脚本家・映画プロデューサー)
- レオナルド・ディ・コスタンツォ（英語版） ( イタリア/映画監督・脚本家)
- オードレイ・ディヴァン（英語版） ( フランス/映画監督)
- レイラ・ハタミ ( イラン/女優)
- カズオ・イシグロ ( 日本・ イギリス/作家・脚本家)
- ロドリゴ・ソロゴジェン ( スペイン/映画監督・脚本家・映画プロデューサー)

オリゾンティ
- イザベル・コイシェ ( スペイン/映画監督・脚本家・映画プロデューサー) 審査員長
- ローラ・ビスプリ（英語版） ( イタリア/映画監督)
- アントニオ・カンポス ( アメリカ合衆国/映画監督・脚本家・映画プロデューサー)
- ソフィア・ジャマ（英語版） ( アルジェリア/映画監督)
- エドワード・ウェイントロップ（フランス語版） ( フランス/映画評論家)

ルイジ・デ・ラウレンティス賞
- ミケランジェロ・フランマルティーノ（英語版） ( イタリア/映画監督) 審査員長
- ヤン・P・マトゥシンスキ（英語版） ( ポーランド/映画監督・脚本家)
- アナ・ロッチャ・デ・ソウザ（ポルトガル語版） ( ポルトガル/女優・映画監督・脚本家)
- テッサ・トンプソン ( アメリカ合衆国/女優・映画プロデューサー)
- ロザリー・ヴァルダ（英語版） ( フランス/映画プロデューサー・衣装デザイナー)

## 受賞結果

### 公式部門
コンペティション
- 金獅子賞 – 『美と殺戮のすべて』 - ローラ・ポイトラス
- 審査員大賞 – 『サントメール ある被告』- アリス・ディオップ（英語版）
- 銀獅子賞 - ルカ・グァダニーノ - 『ボーンズ アンド オール』
- ヴォルピ杯:
  - 男優賞 – コリン・ファレル - 『イニシェリン島の精霊』
  - 女優賞 – ケイト・ブランシェット - 『TAR/ター』
- 脚本賞 - マーティン・マクドナー - 『イニシェリン島の精霊』
- 審査員特別賞 – 『熊は、いない（英語版）』 - ジャファール・パナヒ
- マルチェロ・マストロヤンニ賞 – テイラー・ラッセル - 『ボーンズ アンド オール』

オリゾンティ
- 作品賞 – 『第三次世界大戦』 - ホウマン・セイェディ

- 監督賞 – ティッザ・コヴィ、レイナー・フリメル - 『Vera』

- 女優賞 – ヴェラ・ジェンマ - 『Vera』

- 男優賞 – モーセン・タナバンデ - 『第三次世界大戦』

- 脚本賞 – フェルナンド・グッツォーニ - 『Blanquita』

- 審査員特別賞 – 『Chleb I Sól(Bread and Salt)』 - ダミアン・コキュール

- 短編映画賞 – 『Snow in September』 - ラグヴァドゥラム・ピュアヴ=オチル

- デビュー作品賞 – 『Saint Omer』 - アリス・ディオップ

- ベスト・レストアード・フィルム賞 - 『殺しの烙印』鈴木清順

- ヴェネチア・イマーシブ・ベスト・エクスペリエンス（XR部門最優秀賞） -  『The Man Who Couldn’t Leave』チェン・シンギン

### 特別賞
- 栄誉金獅子賞 – ポール・シュレイダー、カトリーヌ・ドヌーヴ